# 61-es főút (Magyarország)
A 61-es számú főút Dunaföldvártól Nagykanizsáig tart. Hossza 198 km.

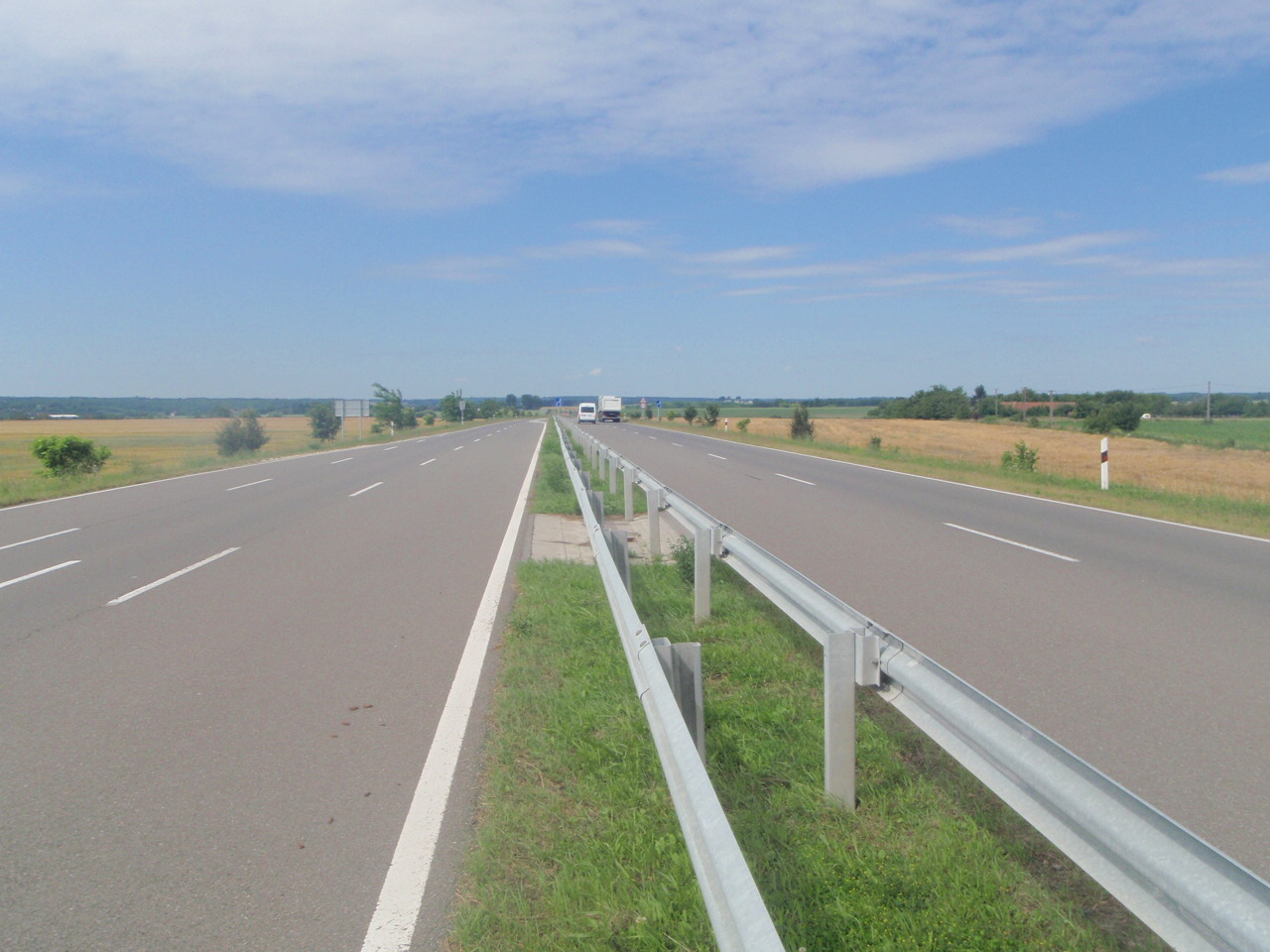
Kaposvár elkerülő, jelenleg autóút, a 61-es főút része, a jövőben az M9-es autóút egy szakasza

## Fekvése
Dunaföldvár belterületén a 6-os főút 87-es kilométerénél lévő elágazásaként ered. Először nyugat felé halad és Cecén rövid közös szakasza van a 63-as főúttal, majd Simontornyán kiágazik belőle a 64-es főút, áthalad a Sió fölött. Innen enyhe ívben délnyugat felé kanyarodik és Tamásiban keresztezi a 65-ös főutat, azután dél felé halad tovább. Nagykónyi előtt a 651-es, Dombóvár belvárosában pedig a 611-es főút ágazik ki belőle. A 66-os és a 610-es főút csomópontjától északról autóútként elkerüli Kaposvárt, Kaposújlakot és Kaposmérőt, itt keresztezi a 67-es főutat. Az elkerülő szakasz feltehetően a majdani M9-es autópálya része lesz, ha pedig ez megvalósul, a főút – jelenleg 610-es számot viselő – régi nyomvonala visszakapja az eredeti számozást. Böhönyén a 68-as főutat is keresztezi, majd Iharosberény után észak felé fordulva ér el Nagykanizsára és beletorkollik a 7-es főútba, annak 204-es kilométerénél.

## Története
1934-ben a kereskedelem- és közlekedésügyi miniszter 70 846/1934. számú rendelete a Dunaföldvártól Tamásin át Dombóvárig húzódó szakaszát másodrendű főúttá nyilvánította, a maival egyező, 61-es útszámozással. Ugyancsak másodrendű főút lett a Dombóvár-Kaposvár-Nagykanizsa közti szakasz is, de utóbbi már 65-ös útszámozással. Komolyabb eltérés az akkori és a mai nyomvonal között csak Kaposvár-Kaposmérő térségében és Nagykanizsán mutatkozik: a mai nyomvonal mindhárom település lakott területei esetében azok elkerülésére törekszik, míg a régi útnál még azok érintése, feltárása volt a fontosabb szempont.
A Kaposvár és Nagykanizsa közötti szakasz teljes átépítés alatt volt 2008-2010. között, 11,5 tonnás pályamegerősítés mellett.
2009-ben kezdődött el, de 2010 őszén leállt az M7-es autópályát a Kaposvár felől érkező 61-es főúttal összekötő út Nagykanizsától délkeletre tervezett elkerülőjének építése. A kétszer egysávos, közel 3,3 kilométer hosszú út építésére kiírt közbeszerzési eljárást eredetileg az ENV 61 Konzorcium nyerte el, amelyet az Euroaszfalt Építő és Szolgáltató Kft. vezetett, tagja pedig a Nemzetközi Vegyépszer Zrt. volt. Ez idő alatt a nyomvonal kialakítása, részben aszfaltozása, valamint a vasutat keresztező híd zsaluzata és szerkezetének egy része készült el. Az eredeti befejezési határidő 2010 októbere lett volna. Időközben azonban a Nemzetközi Vegyépszer Zrt. csődvédelmet kért, a munkát befejezni hivatott Euroaszfalttal pedig 2013-ban szerződést bontott a NIF Zrt. A beruházó által ezt követően kiírt közbeszerzési eljárások közül az első kettő eredménytelen volt, majd a 2014-ben közzétett harmadik esetében a hat érvényes ajánlattevő közül a Közgép Zrt.-t hirdették ki nyertesnek. Az elkerülő út építése végül 2015. december 18-án került csak átadásra. A projekt az Európai Unió támogatásával, az Európai Regionális Fejlesztési Alap társfinanszírozásával, a Közlekedés Operatív Program (KÖZOP) részeként nyert támogatást. A 3,6 milliárd forintos beruházás 15 százalékát az operatív programon belüli hazai forrásból fedezték, 85 százaléka pedig európai uniós támogatás volt.

## Települései
| - Dunaföldvár - Előszállás - Alsószentiván - Alap - Cece - Simontornya - Tolnanémedi - Pincehely - Tamási - Nagykónyi | - Dombóvár - Kapospula - Attala - Csoma - Szabadi - Nagyberki - Mosdós - Baté - Taszár - Kaposvár (elkerüli) | - Kaposújlak (elkerüli) - Kaposmérő (elkerüli) - Kaposfő - Kiskorpád - Nagybajom - Böhönye - Vése - Inke - Iharosberény - Pogányszentpéter - Nagykanizsa (elkerüli) |

## Díjfizetés
A Kaposvárt, Kaposújlakot és Kaposmérőt elkerülő gyorsforgalmi szakasz (112 km – 128+3 km) használata 2015. januárban díjköteles volt, de 2015. február 1-től ismét ingyenes.